# 기형쇼

1941년 미국 버몬트주에서 열린 기형쇼.

기형쇼(畸形 ──, freak show)란 생물학적으로 희소한 무언가를 전시하는 행위이다. 대개 특정 신체 부위가 비정상적으로 크거나 작은 신체 이형을 가진 사람이나 장애인, 남성과 여성의 성징을 모두 가진 사람, 희귀한 병에 걸린 사람 등이 전시 대상이 되었다. 자신의 신체 자체에 이상이 없더라도 몸에 문신이나 피어싱을 과도하게 한 모습을 전시하기도 했다. 기형쇼는 이러한 전시를 통해 관객에게 충격을 통한 쾌감을 선사하는 것을 목표로 한다.
17세기 중반 잉글랜드에서 샴쌍둥이 형제였던 밥티스타 콜로레도 형제가 찰스 1세에게 전시된 것이 그 시초이다. 오늘날에는 기형쇼가 인권유린의 일종으로 여겨지고 있으며, 예컨대 미국 미시간주에서는 "과학적 목적을 제외한 변형된 인간 신체 또는 신체의 흉물성을 전시"하는 것을 법으로 금지했다.

## 같이 보기
- 인간 동물원